# Ab Noordegraaf
Albert (Ab) Noordegraaf (Noorden, 26 juni 1933 – Ede, 1 augustus 2011) was een Nederlandse predikant en publicist.

## Levensloop
Noordegraaf studeerde theologie in Utrecht en werd in 1959 predikant van de Nederlands Hervormde Kerk in Daarle. Later stond hij in Oldebroek, Ede en Utrecht. Kerkelijk gezien behoorde hij tot de Gereformeerde Bond, de behoudende flank van de Nederlands Hervormde kerk. De predikant doceerde van 1978 tot 1985 aan de Gereformeerde Sociale Academie De Vijverberg. Van 1985 tot 1998 gaf hij les aan de kerkelijke opleiding van de Nederlands Hervormde Kerk in Utrecht.
De predikant promoveerde in 1983 aan de Universiteit van Utrecht. In zijn dissertatie schreef hij over de betekenis van het boek Handelingen als zendingsboek. Enige bekendheid kreeg de theoloog door zijn boek Oriëntatie in het diakonaat. Verder schreef hij verschillende boekjes over nieuwtestamentische en praktisch theologische onderwerpen. Voor het Nederlands Dagblad recenseerde Noordegraaf jarenlang boeken.
Als theoloog stond Noordegraaf bekend als behoudend, maar zeer genuanceerd. Zo was hij voorstander van het fusieproces dat zou leiden tot de vorming van de Protestantse Kerk in Nederland. Volgens de predikant zorgde organisatorisch "gekissebis" ervoor dat de kerk onvoldoende met haar boodschap naar buiten kon treden.
Verder was Noordegraaf voorstander van vrouwen in het ambt, hoewel hij dit standpunt nooit heel actief uitdroeg. Ook vond hij kinderen aan het Heilig Avondmaal "denkbaar" en stond hij open voor liturgische vernieuwingen. In tegenstelling tot veel andere "bonders" greep hij gerust naar de Nieuwe Bijbelvertaling. Een voorstel van hem uit 2006, om naast de "professionele" ouderling (de predikant) de kerkelijk werker als "professionele" diaken aan te stellen, heeft het nooit gehaald. Opvallend was zijn standpuntbepaling met betrekking tot de doop. Hij vond dat ouders die hun kind niet als baby wilden laten dopen daarvoor de ruimte moesten krijgen.
- Gemeinsame Normdatei: 1015602304
- International Standard Name Identifier: 0000 0000 7420 4277
- Library of Congress Control Number: n82029301
- Nationale Bibliotheek van Israël: 987007266043405171
- Nederlandse Thesaurus van Auteursnamen: 068534442
- Virtual International Authority File: 16108181
- WorldCat: E39PBJxMmhthJTVYBMXrPc9qwC